# اولیم خوجایف
اولیم خوجایف (۱۹۱۰–۱۴ فوریه ۱۹۷۷) بازیگر و کارگردان اهل اتحاد شوروی بود. از فیلم‌هایی که وی در آنها بازی کرده‌است می‌توان به فیلم رستم و سهراب اشاره نمود.